# Safariland
Safariland（意譯為狩獵之地，常用譯名則為音譯薩菲麗蘭德及沙法利蘭）是一家位於美國佛羅里達州傑克孫維的個人裝備生產商，主要市場為軍、警、保安及休閒用家。Safariland旗下有多個品牌，包括Safariland、Bianchi、Med-Eng等。Safariland曾為BAE系統的子公司。根據Safariland，其生產的抗彈產品已保護了2,105名執法人員（截至2020年12月），並在SAVES CLUB記錄了每個執法人員被保護的經歷。

## 歷史
1964年，Neale Perkins的父親請他製作定製槍套，因此在加利福尼亞州馬德雷成立了公司。新公司的名字取自Neale Perkins與他父親的一次狩獵旅行。
1985年，Team Safariland正式組成，為業界首支由公司贊助的射擊競賽隊伍。至今Team Safariland仍一直為Safariland的產品作測試，成為Safariland產品研發中相當重要的一環。
1996年，美國盔甲（英語：American Body Armor）與其子公司組成擁有三個生產基地的多元化控股公司——盔甲控股（英語：Armor Holdings），並在往後的11年收購了不同的執法裝備生產商，當中Safariland在1999年被收購。
2007年7月，BAE系統收購盔甲控股，並將其更名為BAE系統產品集團（英語：BAE Systems Product Group）。由於BAE系統產品集團中Safariland最被認可和推崇，因此在2008年8月BAE系統產品集團更名為Safariland，自此Safariland的名字成為19個國際品牌的傘型品牌。
2012年5月，BAE宣布Safariland將售予Kanders & Company，此交易在2012年7月敲定以1.24億美元出售。
2013年，Safariland進行了一系列的收購。在3月收購了生產水上及空用生存及求生裝備的野馬生存（英語：Mustang Survival）；同樣在3月，收購了立陶宛的防護護備生產商Arveka TGS UAB以進入歐盟市場；在8月收購了爆炸物處理裝備生產商Med-Eng；在9月收購了通訊設備生產商戰術指揮工業（英語：Tactical Command Industries，簡稱TCI）。
2015年開始，Safariland開始加入裝備分銷市場。Safariland分別在1月24日及12月23日收購了Atlantic Tactical及Lawmen's Safety Supply。在2016年2月22日亦收購了紐約的United Uniforms。
在2015年6月28日，Safariland收購了穿戴式攝錄器及數位證據管理軟件供應商VIEVU。
同樣在2015年，Safariland的6378USN ALS槍套獲得了OpticsPlanet的戰術槍套優秀獎。
2015年9月30日，Safariland收購了同業Rogers Holster的65%所有者權益，並簽署了在年末前自Rogers員工收購餘下35%的選擇權。在收購後Rogers Holster仍會獨立運作。
2017年1月，Safariland收購了加拿大的Pacific Safety Products，以及英國的Aegis Engineering和LBA International，並組成現今的Safariland UK。同時Pacific Safety Products的美國分公司GH Armor亦成為Safariland的一分子。
2018年5月4日，VIEVU易手至Axon，同時Axon亦與Safariland達成長期戰略合作協議，Safariland將成為Axon TASER的首選槍套供應商。
2018年，Safariland獲選為美軍模組化手槍槍套（英語：Modular Handgun Holster）的生產商，將為美軍提供M17的槍套。
2019年6月21日，野馬生存被WING Group收購，脫離Safariland。
2020年6月9日，Safariland宣佈人群管制裝備（包括催淚彈、海綿彈、橡膠子彈、各類氣劑等）生產商Defense Technology將會脫離Safariland，此舉會令Safariland完全專注於如槍套、抗彈裝備、防爆服等的被動防護裝備。此交易預計2020年第三季完成，Defense Technology的管理團隊將成為其所有者。

## Safariland槍套特點

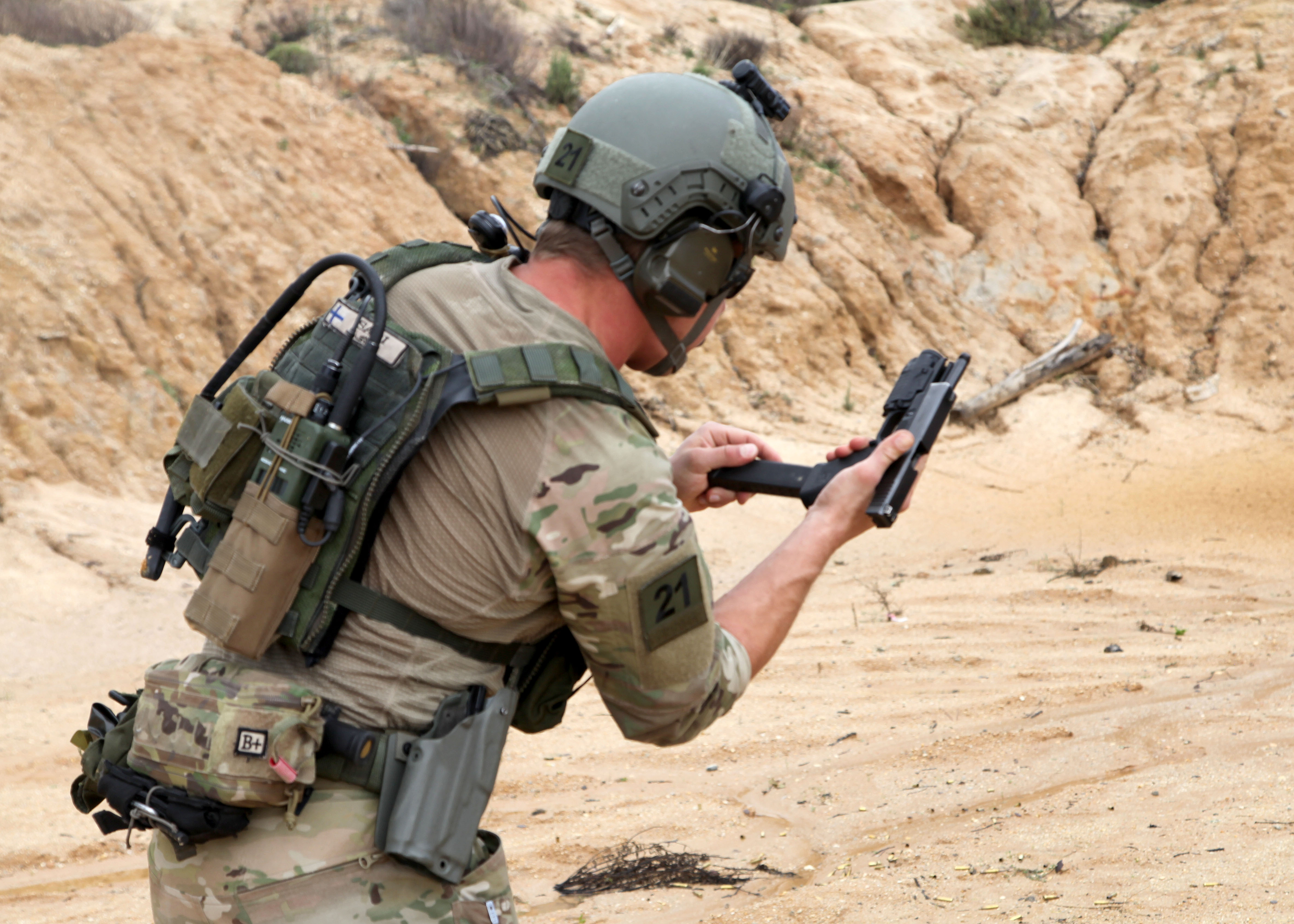
使用ALS槍套的芬蘭海軍特種部隊隊員，由於已拔槍，因此可見槍套裡的ALS槓桿

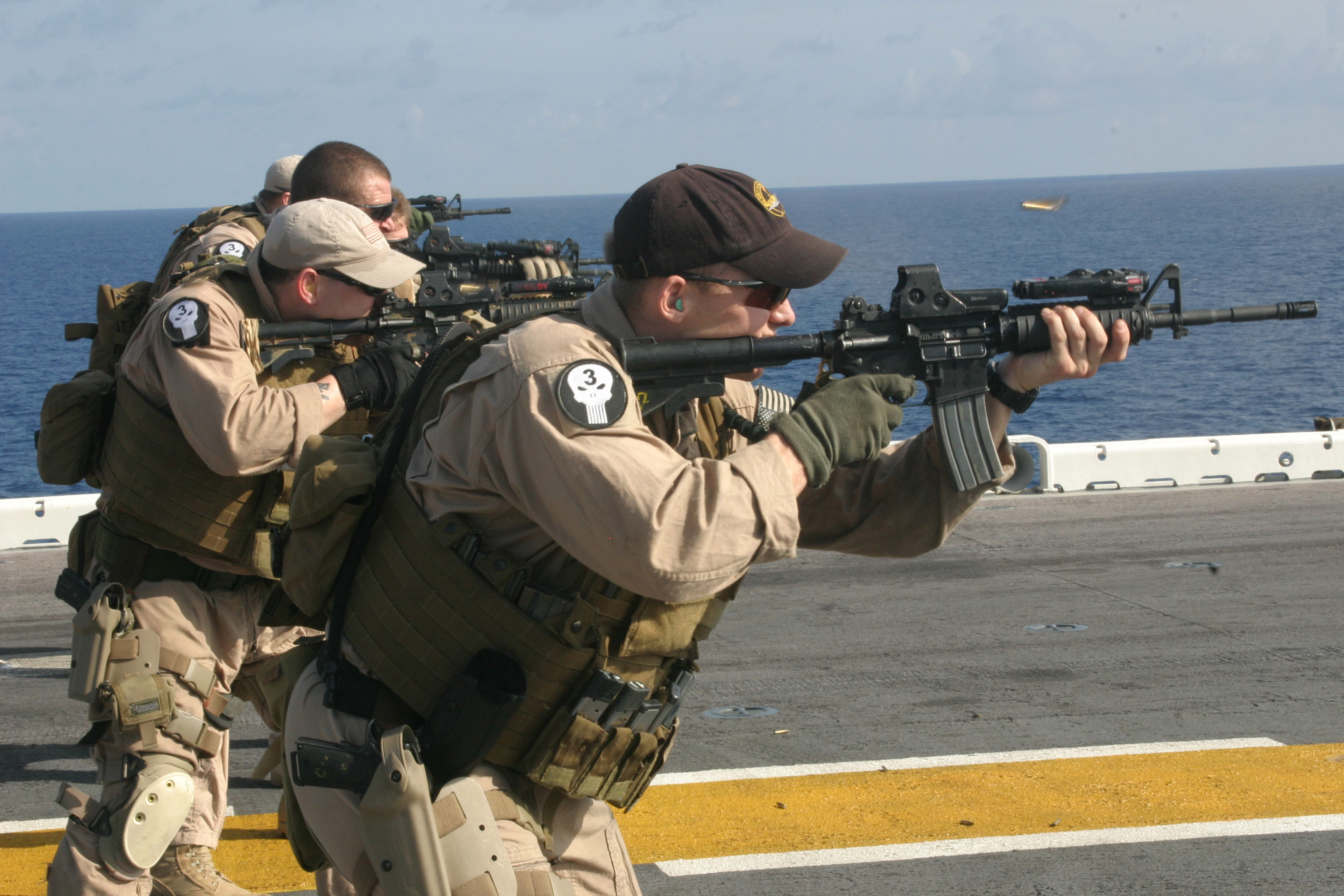
使用SLS槍套的第26海軍陸戰隊遠征部隊隊員，其SLS槍套處於鎖定狀態

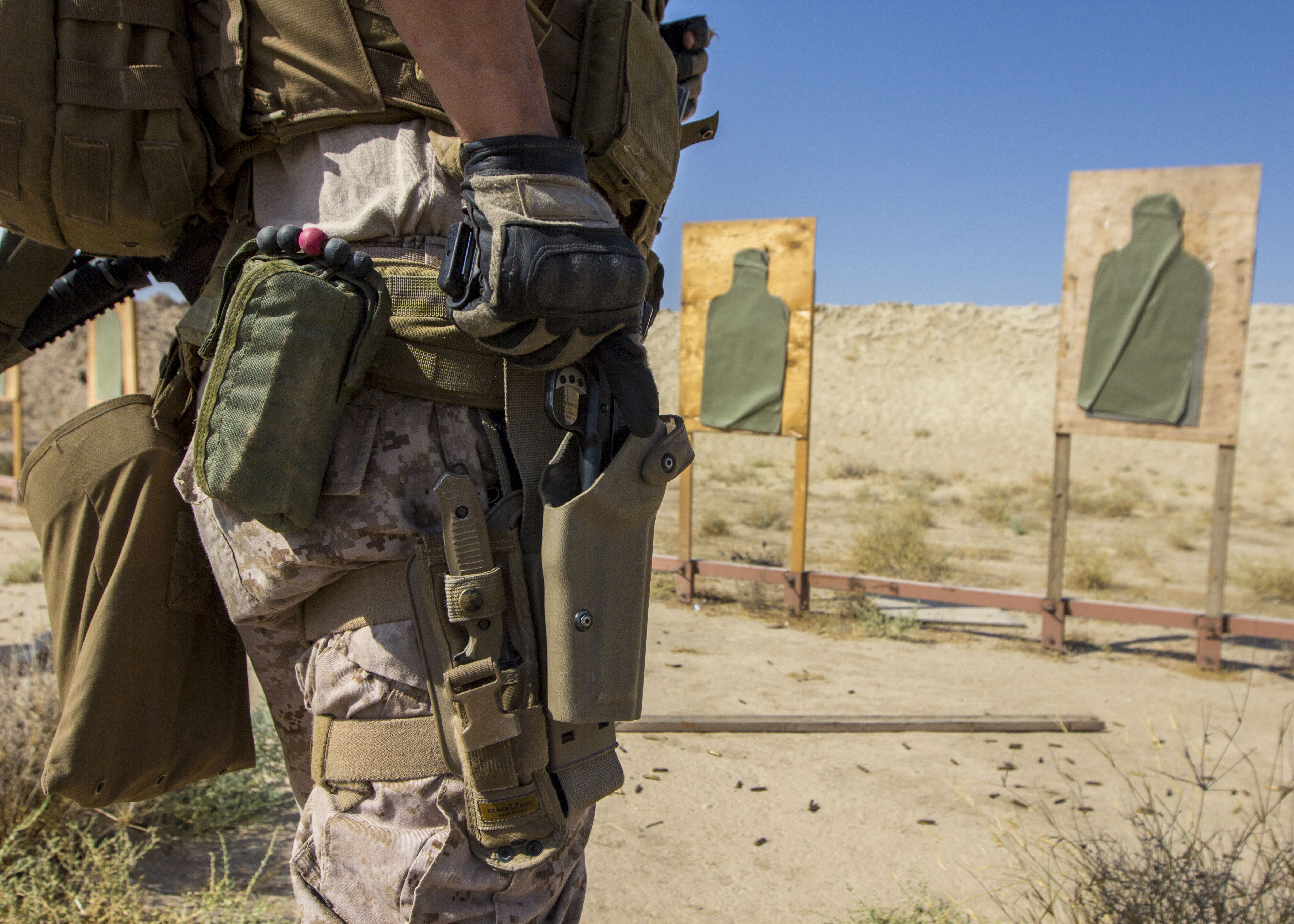
使用SLS槍套的第26海軍陸戰隊遠征部隊隊員，其SLS槍套處於解鎖狀態

Safariland其中一項最著名的產品是勤務／戰術槍套。Safariland在此類槍套中使用的ALS及SLS鎖定系統被不少用家認為是目前市面上最好的鎖定系統之一。
ALS全稱自動鎖定系統（英語：Automatic Locking System），原理是一個固定在槍套的槓桿。在插入手槍時自動鎖定在手槍的退彈口固定手槍；在拔槍時，先如持槍般握著手槍，用射擊手的姆指按下槓桿便可解開ALS鎖定，手槍亦能順暢地拔出。
SLS全稱手動鎖定系統（英語：Self Locking System），原理是一個在槍套上的翻動式上蓋。在插入手槍時要手動把上蓋後翻鎖定；在拔槍時，同樣地先如持槍般握著手槍，用射擊手的姆指按下SLS上蓋的按鈕，並將上蓋向前翻動解開SLS鎖定，手槍亦能順暢地拔出。

## 產品

###### Safariland
- 槍套：包括勤務、戰術、競賽及隱蔽攜槍槍套，有多種鎖定方式、物料、外觀及佩帶配件，並為多種手槍推出了槍套。
- 勤務配件：包括手銬袋、彈匣袋、腰帶等。
- 個人通訊設備：包括降噪耳機、通訊耳機、耳塞及PTT。
- 個人抗彈裝備：包括隱蔽式抗彈背心及各種MOLLE包具。

###### Bianchi
- 槍套：包括勤務及隱蔽攜槍槍套，有多種鎖定方式、物料及外觀。
- 勤務配件：包括手銬袋、彈匣袋、腰帶等。

###### Break Free
- 槍油

###### Forensics Source
- 鑑識科學設備：包括各種鑑識科學設備、封鎖線膠帶、現場標記設備等。

###### Hatch
- 手套
- 包具
- 護膝

###### Med-Eng
- 防爆服：包括防爆服、頭盔、冷卻系統等。
- 拆彈機械人
- 拆彈工具：包括拆彈工具組、搜尋工具組、延長桿等。
- 抗炸座椅：包括可用於北約各種軍用車輛的座椅。

###### PROTECH
- 個人抗彈裝備：包括攜板背心、抗彈板、抗彈盾等。
- 海／陸／空用抗彈設備：包括車輛／船艦／飛機／直昇機用抗彈裝甲、抗彈保安亭、抗彈守衛塔及可移動式抗彈裝甲。
- 機槍座：可安裝M60、M240、Mk 48、M249、M2、DShK、PKM及Mk 19的機槍座，並可選擇加裝機槍盾。

###### TCI
- 個人通訊設備

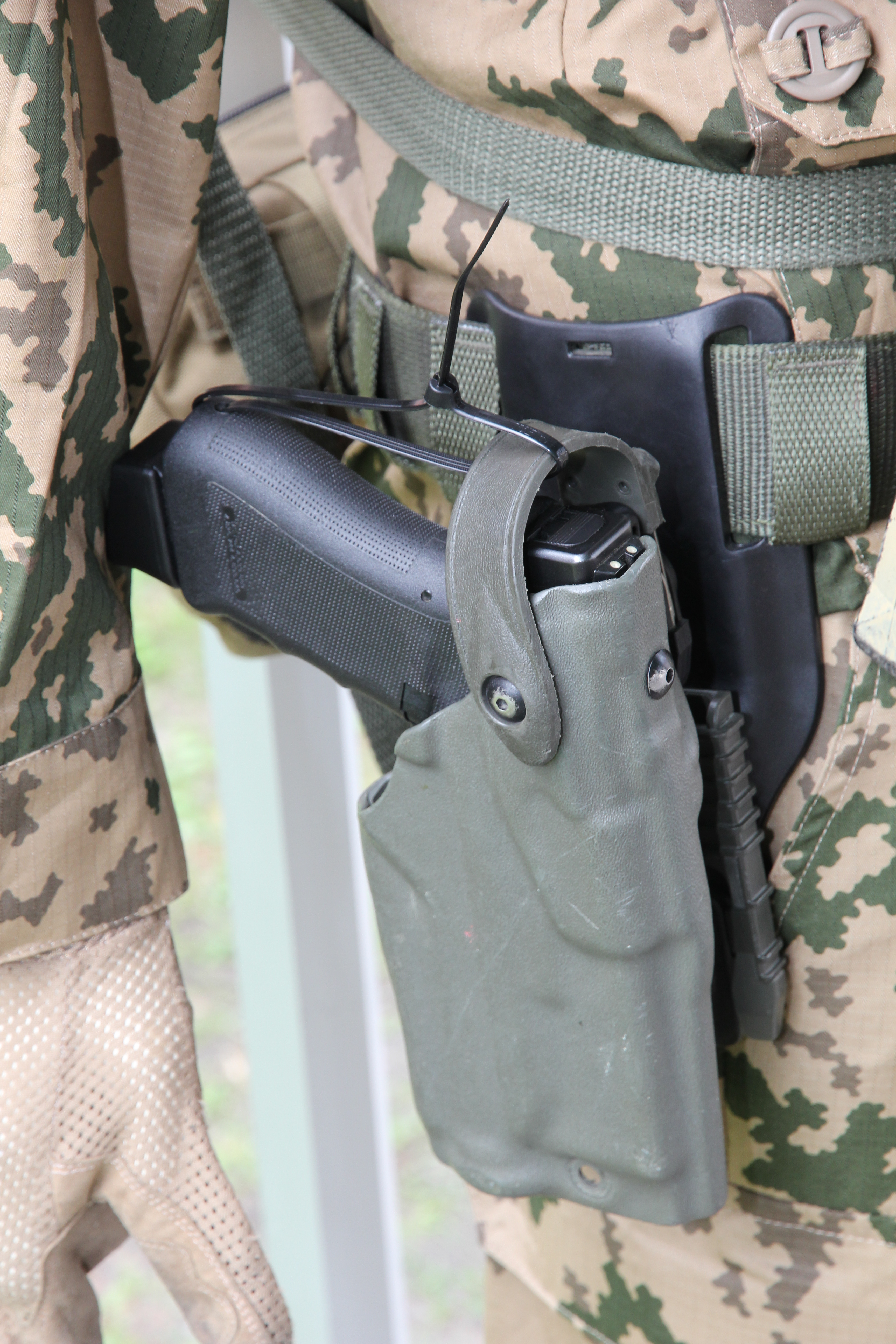
Safariland生產的ALS/SLS槍套
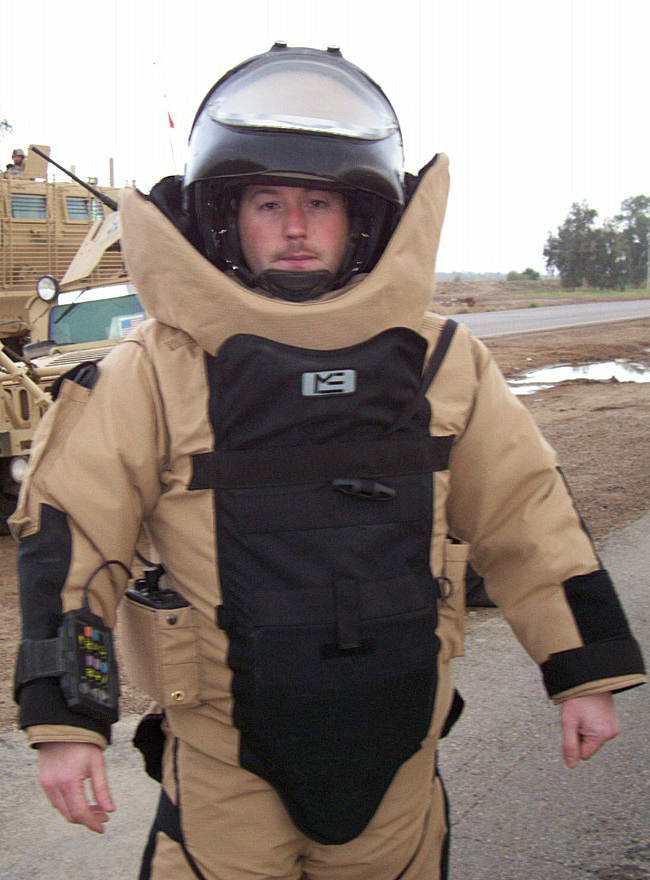
Med-Eng生產的先進防爆服（ABS）（英语：Advanced Bomb Suit）
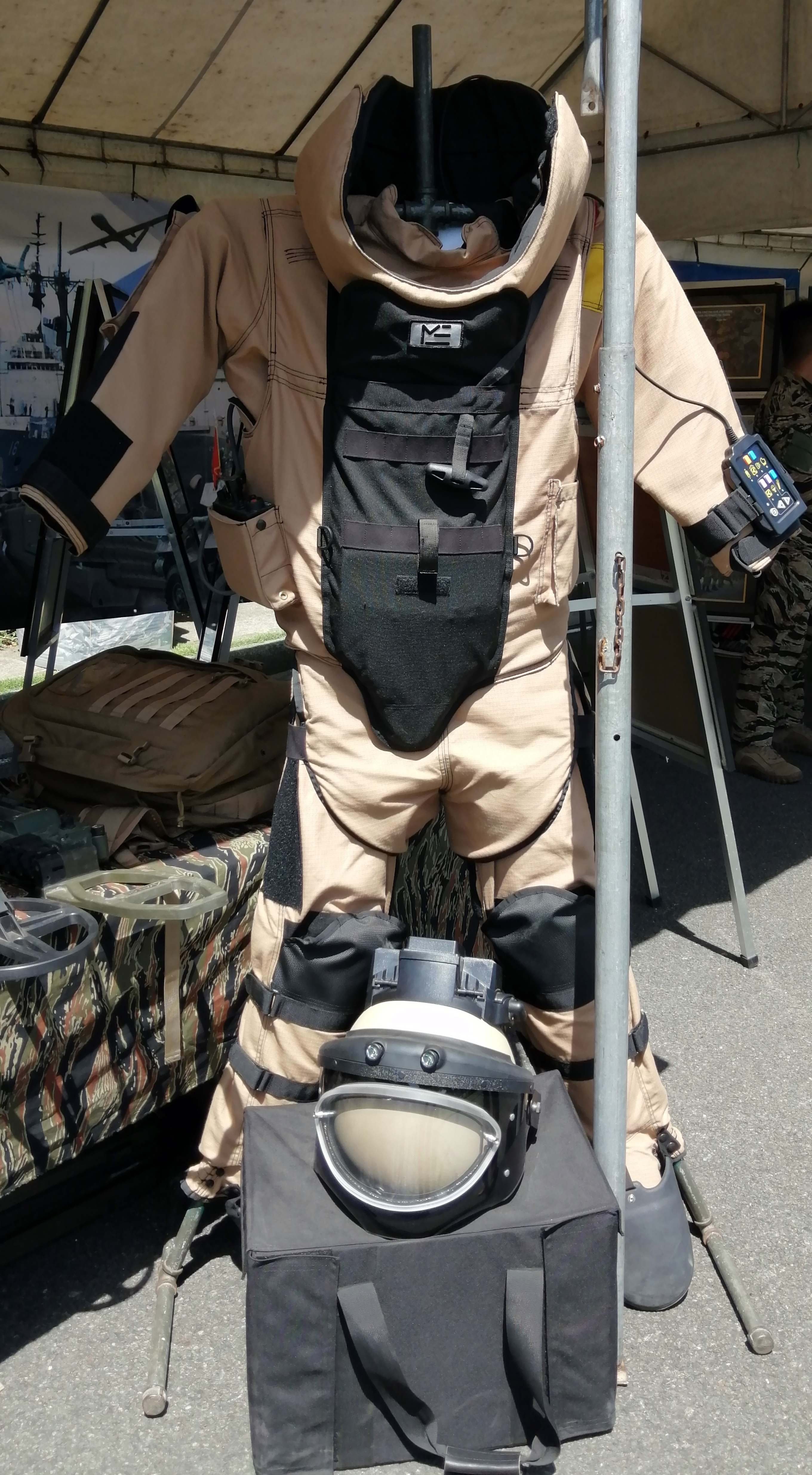
在菲律賓獨立121週年展覽中展示的Med-Eng EOD 9防爆服
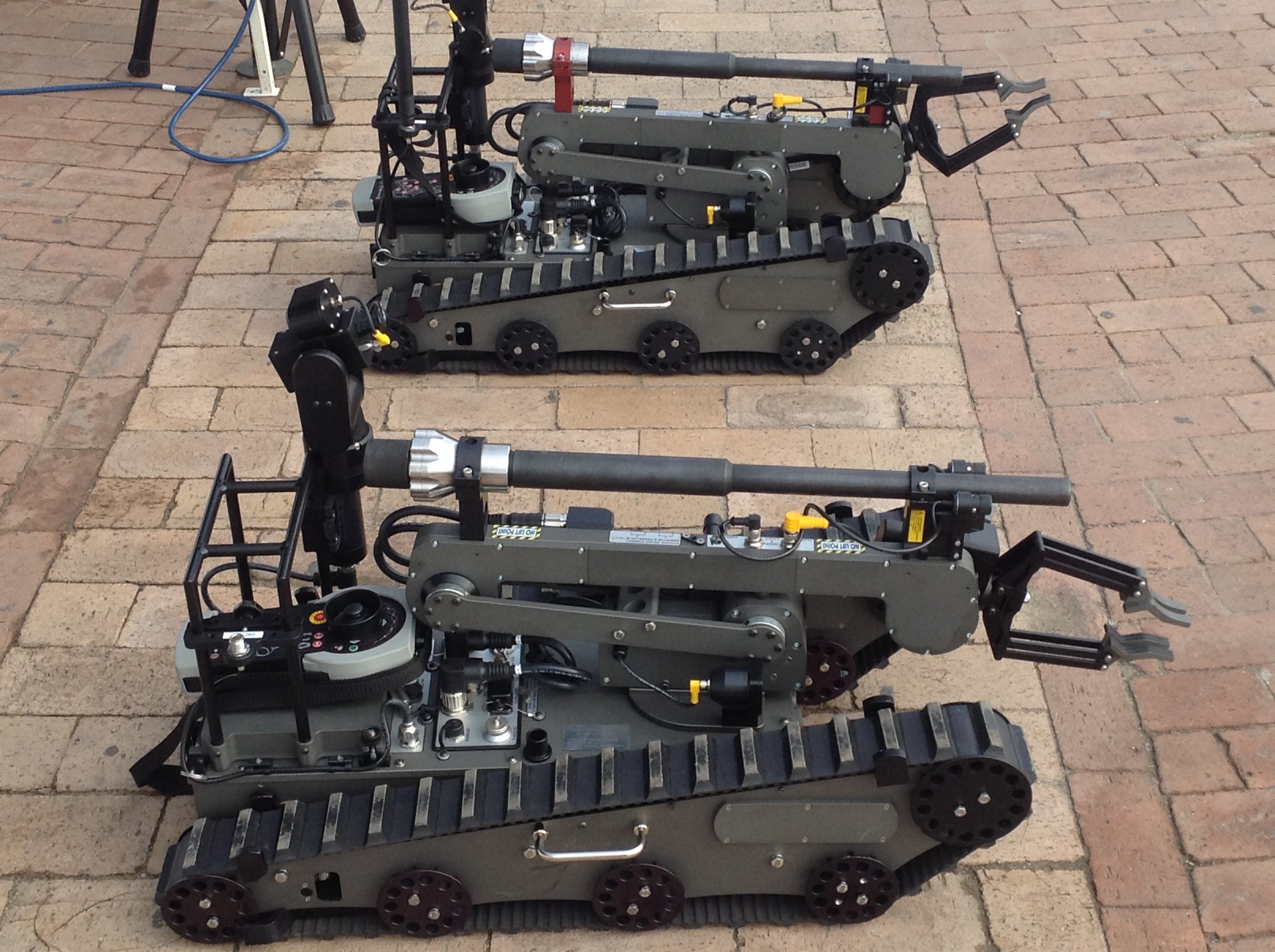
哥倫比亞國家警察（英语：National Police of Colombia）的兩部Med-Eng Digital Vanguard-S拆彈機械人

## 資料來源
1. ↑  . Safariland.   [2020-12-09]. （原始内容存档于2021-11-09） （英语）.
2. ↑  Çam, Deniz. . Forbes. 2018-12-06  [2020-12-01]. （原始内容存档于2019-04-06） （英语）.
3. ↑  Remington Hernandez. . NewsNet Northern Michigan. 2019-03-20  [2020-12-02]. （原始内容存档于2019-08-17） （美国英语）.
4. ↑  . Inside Safariland.   [2020-12-01]. （原始内容存档于2021-11-28） （美国英语）.
5. ↑  Smith, K. . American Rifleman (National Rifle Association). 1966.
6. ↑  . Safariland.   [2020-12-08]. （原始内容存档于2021-10-12） （英语）.
7. ↑  . Manufacturing Close Up  – HighBeam Research  . 2012-08-02  [2014-09-21]. （原始内容存档于2014-09-21） （美国英语）.
8. ↑  Bull, Roger. . The Florida Times-Union.   [2020-12-08]. （原始内容存档于2019-07-29） （英语）.
9. ↑  . Manufacturing Close Up  – HighBeam Research  . 2012-08-02. （原始内容存档于2014-09-21） （美国英语）.
10. ↑  Michael Clinton. . www.bizjournals.com. 2012-07-30  [2020-12-08]. （原始内容存档于2020-06-04） （美国英语）.
11. ↑  . Soldier Systems. 2013-03-25  [2020-12-08]. （原始内容存档于2016-03-19） （美国英语）.
12. ↑  Riehl, F. . AmmoLand.com. 2013-03-05  [2020-12-08]. （原始内容存档于2019-09-21） （美国英语）.
13. ↑  OutdoorHub. . OutdoorHub. 2013-09-23  [2020-12-08] （美国英语）.
14. ↑  SGB Media. . sgbonline.com. 2013-10-09  [2020-12-08] （美国英语）.
15. ↑  . Inside Safariland. 2015-01-20  [2020-12-08]. （原始内容存档于2021-04-20） （美国英语）.
16. ↑  . finance.yahoo.com. 2020-01-21  [2020-12-08]. （原始内容存档于2019-07-29） （美国英语）.
17. ↑  Jensen Werley. . www.bizjournals.com. 2015-12-28  [2020-12-08]. （原始内容存档于2016-11-16） （美国英语）.
18. ↑  . Inside Safariland. 2015-12-23  [2020-12-14]. （原始内容存档于2021-04-17） （美国英语）.
19. ↑  James Cannon. . www.bizjournals.com. 2016-02-23  [2020-12-08] （美国英语）.
20. ↑  . Inside Safariland. 2016-02-22  [2020-12-14]. （原始内容存档于2021-04-20） （美国英语）.
21. ↑  James Risley. . GeekWire. 2015-06-30  [2020-12-08]. （原始内容存档于2019-07-29） （美国英语）.
22. ↑  . Inside Safariland.   [2020-12-14]. （原始内容存档于2021-04-15） （美国英语）.
23. ↑  . Soldier Systems. 2015-12-04  [2020-12-08]. （原始内容存档于2016-06-04） （美国英语）.
24. ↑  . Inside Safariland. 2015-09-30  [2020-12-15]. （原始内容存档于2021-04-20） （美国英语）.
25. ↑  . www.technicaltextile.net. 2017-01-11  [2020-12-08]. （原始内容存档于2019-07-29） （英语）.
26. ↑  Axon. . www.prnewswire.com. 2018-05-04  [2020-12-08]. （原始内容存档于2020-11-09） （英语）.
27. ↑  Cox, Matthew. . Military.com. 2018-08-06  [2020-12-08]. （原始内容存档于2018-08-26） （英语）.
28. ↑  Cox, Matthew. . Military.com. 2018-07-05  [2020-12-08]. （原始内容存档于2020-08-12） （英语）.
29. ↑  Nathaniel F. . The Firearm Blog. 2017-12-08  [2020-12-08]. （原始内容存档于2020-12-13） （美国英语）.
30. ↑  . Professional Mariner. 2019-06-21  [2020-12-08] （美国英语）.
31. ↑  . Inside Safariland. 2020-06-09  [2020-12-08]. （原始内容存档于2022-01-17） （美国英语）.
32. 1 2  . www.milspecmonkey.com. 2014-07-15  [2020-12-09]. （原始内容存档于2021-08-23） （美国英语）.
33. ↑  . Triangle Tactical. 2012-02-21  [2020-12-09]. （原始内容存档于2020-08-08） （美国英语）.
34. ↑  . 2015-04-09  [2020-12-15]. （原始内容存档于2020-11-29） （美国英语）.

## 外部連結
- Forensics Source官方網站 （页面存档备份，存于）
- Med-Eng官方網站 （页面存档备份，存于）